# أنخيل كانو
أنخيل دي لوس سانتوس كانو (بالإسبانية: Ángel de los Santos)‏ المعروف باسم أنخيل (من مواليد 3 نوفمبر 1952 في هويلفا، إسبانيا) هو لاعب كرة قدم إسباني سابق، كان يلعب في مركز خط الوسط.

## وصلات خارجية
- أنخيل كانو على موقع عالم كرة القدم.نت (الإنجليزية)

- Profile at worldfootball.net
- ملف اللاعب على موقع مدريديستا